# Jagdstaffel

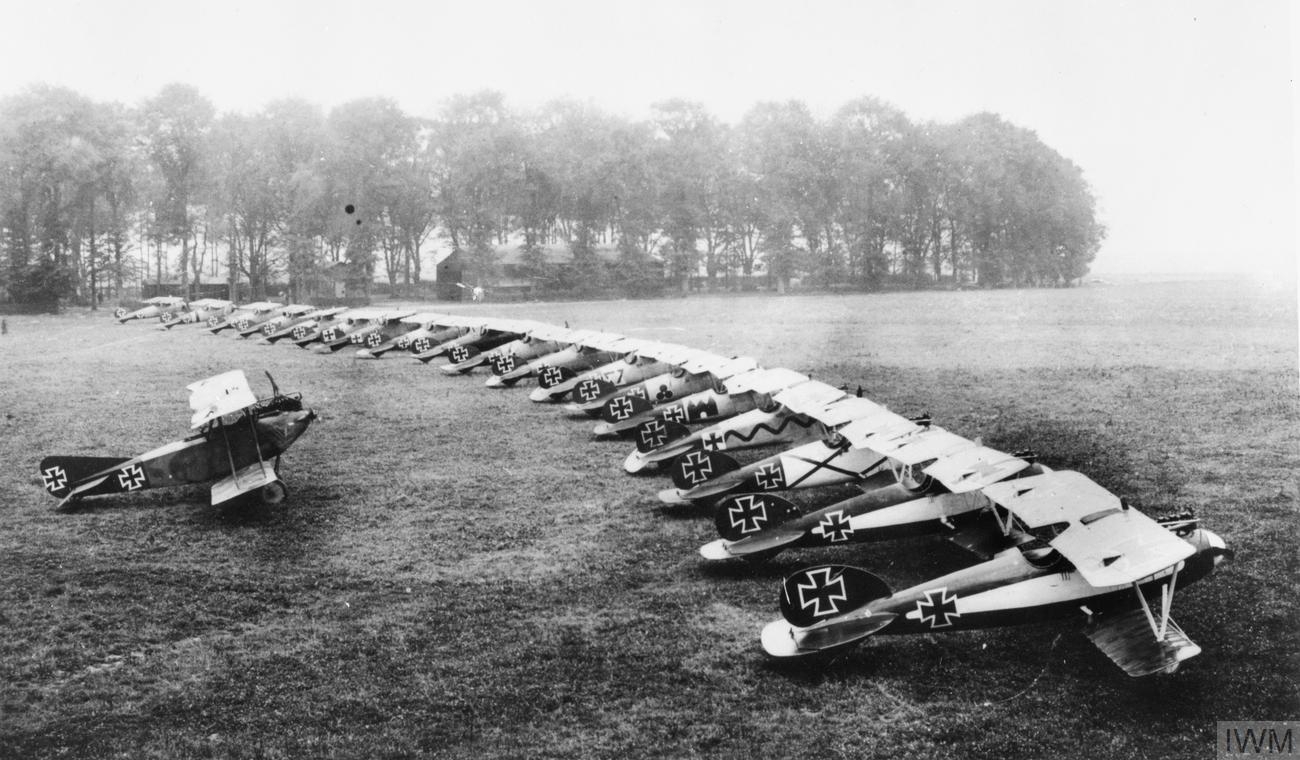
Albatros D.V de la Jasta 12 alignés sur l'aérodrome de Roucourt, août-septembre 1917

Une Jagdstaffel (Jagdstaffeln au pluriel, et Jasta en version abrégée) est l'unité de base de l'aviation de chasse allemande au cours de la seconde moitié de la Première Guerre mondiale. Les Jastas sont déployées à partir d'août 1916, pour contrer la supériorité aérienne gagnées par les pilotes de l'Entente au cours de la bataille de la Somme. Ces unités composées d'une quinzaine de pilotes et d'appareil remplacèrent alors toute une variété d'unités d'aviation allemande qui accomplissaient aussi bien des missions de chasse que de reconnaissance depuis le début de la guerre. La Jagdstaffel reste l'unité de base pour les Allemands jusqu'à l'armistice, bien qu'à partir de la mi-1917, la Luftstreitkräfte privilégie la création de grandes unités (les Geschwadern, des escadres) regroupant plusieurs Jastas, toujours pour tenter de contrer la supériorité numérique des Alliés.

## Contexte
Avant avril 1916, la Fliegertruppen des deutschen Kaiserreiches, le service d'aviation de l'armée impériale allemande créé en 1912, était organisé en petites unités polyvalentes (les Feldflieger Abteilungen, ou FFA, qui peuvent se traduire par « Groupes d'aviation de campagne »). Les premières unités spécialisées dans le bombardement et l'appui rapproché ne sont formées au sein des FFA qu'en 1915. Il n'existe alors pas de commandement unifié de l'aviation, puisque chaque FFA est attaché et subordonné à une armée.

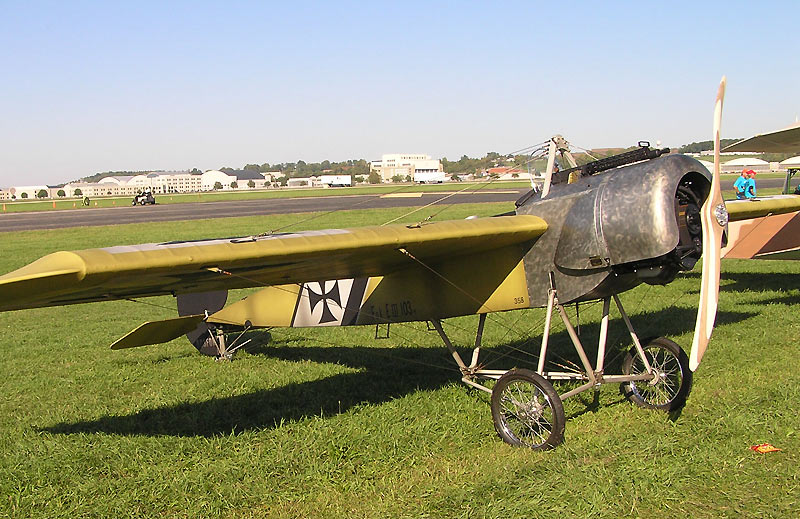
Le Fokker Eindecker, le premier avion de chasse spécialement conçu comme tel.

À la fin du printemps 1915, les premiers avions de chasse allemands (comme les célèbres Fokker Eindecker) sont livrés en petit nombre aux FFA. À ce moment, ils sont uniquement chargés de protéger les missions de reconnaissance, qui constituent toujours la tâche principale de la Fliegertruppe. Des pilotes comme Kurt Wintgens, Max Immelmann et Oswald Boelcke prouvent cependant que ces chasseurs peuvent être utilisés de manière beaucoup plus agressive, mais il faut attendre près d'un an pour que les premières unités spécialisées soient créées par la Luftstreitkräfte. Pendant ce temps, les pilotes de Fokker assurent une suprématie aérienne écrasante, que les Alliés qualifièrent de fléau Fokker.
En février 1916, la première étape vers la création d'unités exclusivement composées d'avions de chasse est franchie avec la mise en place, par l'inspecteur-major Friedrich Stempel, d'unités appelées Fokkerstaffeln ou, plus couramment, Kampfeinsitzer Kommando (KEK, littéralement « unité de combat monoplace »). Les avions de chasse déjà en service et leurs pilotes sont détachés des FFA et rassemblés par paires ou quatuors sur des sites importants, dont les KEK prennent le nom. De telles unités sont par exemple formées à Vaux, Avillers, Jametz, Cunel et d'autres endroits le long du front occidental pour accomplir des missions de Luftwachtdienst (« service de garde aérienne »). Ces changements ne font toutefois pas l'unanimité au sein de l'armée allemande, et les succès attendus ne sont pas au rendez-vous. En effet, les Fokker Eindecker étaient déjà dépassés et remplacés par les chasseurs biplan de la série D de Fokker et par des appareils Halberstadt, tandis que la supériorité aérienne des Allemands était de plus en plus contestée par leurs adversaires.

## Histoire
Au lendemain de la bataille de Verdun, au cours de laquelle le camp allemand a perdu la supériorité aérienne acquise sur le front occidental et à la suite des performances supérieures du Royal Flying Corps (RFC) et de l'Aéronautique Militaire française au cours de la bataille de la Somme, le service aérien allemand est réorganisé. Il s'agrandit considérablement et est rebaptisé Deutschen Luftstreitkräfte (« Service aérien allemand »), ce qui lui confère un degré d'autonomie beaucoup plus grand. Parallèlement, les premières Jagdstaffeln sont formées dans ce contexte.

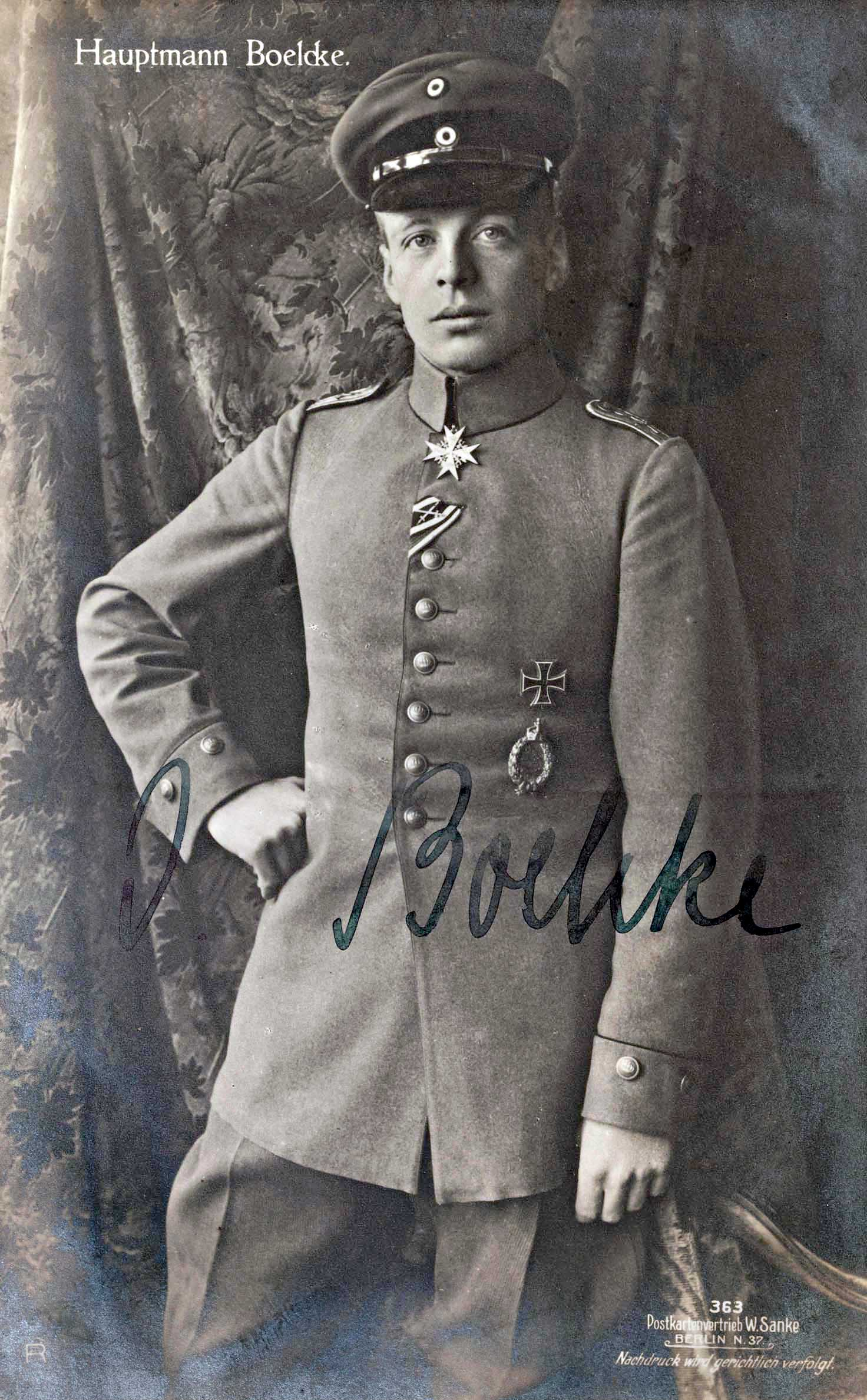
Oswald Boelcke, le premier théoricien du combat aérien.

L'objectif est de créer 37 nouvelles escadrilles dans les 12 mois à venir, équipées de chasseurs monoplaces modernes et dirigées par des pilotes spécialement sélectionnés et formés, afin de contrer les succès des escadrilles de chasse alliées. Oswald Boelcke, le meilleur pilote de chasse de l'époque, est chargé d'organiser la dotation en personnel et en équipement de la Jasta 2, qui doit devenir le modèle de ces nouvelles escadrilles. Au départ, la Jasta 2 est équipée de toute une série de chasseurs, dont les premiers types de Fokker et Halberstadt. En septembre, l'unité commence à recevoir les premiers chasseurs Albatros D.I, qui permettent aux Allemands de regagner la supériorité aérienne dans la première moitié de 1917. Boelcke est tué dans une collision aérienne le 28 octobre, mais ses tactiques, en particulier le vol en formation et une combinaison d'agressivité et de prudence connue sous le nom de Dicta Boelcke, restent au cœur de la pratique des Jagdstaffeln pour le reste de la guerre. Plusieurs pilotes de la Jasta 2 formés par Boelcke sont devenus plus tard des commandants et pilotes reconnus, le plus célèbre étant Manfred von Richthofen.
En avril 1917, le modèle de la Jagdstaffeln établit sa supériorité sur le front occidental (connu depuis sous le nom d'Avril sanglant (en), ce mois est toujours considéré comme la période la plus désastreuse de l'histoire de l'aviation militaire britannique). Cet ascendant ne dure pas, car de nouveaux chasseurs alliés (les plus célèbres étant le S.E.5a, le Sopwith Camel et le SPAD S.XIII) commencent déjà à entrer en service et concurrencent sérieusement le décevant Albatros D.V/D.Va.
Les Jagdstaffeln s'attachent alors à entraver le travail des escadrons biplaces de reconnaissance et de bombardement des Alliés. Les incursions offensives des chasseurs allemands derrière les lignes alliées sont évitées, tout comme les confrontations massives avec de grandes formations de chasseurs ennemis, qui risquent de provoquer une attrition que la Luftstreitkräfte ne peut pas se permettre.
La publicité pour les pilotes victorieux et le culte de l'as ont rapidement fait des Jastas les unités d'élite de l'aviation allemande, qui furent associées aux différents royaumes constituant l'Empire. La plupart des Jagdstaffeln sont associées à la Prusse, tandis que d'autres unités sont rattachées à la Bavière, à la Saxe et au Wurtemberg. Les Jagdstaffeln bavaroises en particulier furent associées, à des fins d'organisation et d'approvisionnement, à l'armée bavaroise (théoriquement indépendante), ce qui eut pour effet de nuire à l'efficacité globale de ces unités.

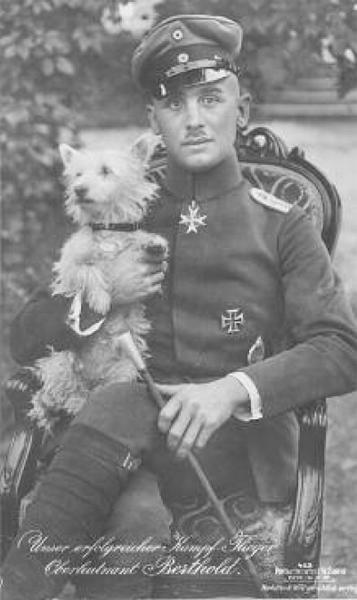
Rudolf Berthold, le commandant du Jagdgeschwader II.

Pour obtenir une supériorité aérienne locale et temporaire, des unités de chasse plus importantes sont créées en regroupant plusieurs Jagdstaffeln sous le nom de Jagdgeschwader et Jagdgruppen (escadre de chasse et groupe de chasse). Ces unités sont déplacées d'une section du front à l'autre en fonction de la situation. La plus célèbre de ces unités est le Jagdgeschwader I, composé des Jagdstaffeln 4, 6, 10 et 11, commandé par Manfred von Richthofen jusqu'à sa mort, et dont beaucoup de pilotes volent sur des Fokker Dr.I, extrêmement maniable, à partir de l'automne 1917. En mars 1918, la Luftstreitkräfte compte 80 Jagdstaffeln, la plupart équipées d'Albatros D.V. Une dernière modernisation intervient ensuite avec l'introduction du Fokker D.VII, qui pour la première fois depuis la mi-1917, donne aux Jagdstaffeln un équipement égal à celui des alliés.
Ces tentatives de modernisation sont toutefois insuffisantes pour contrecarrer la suprématie des pilotes de l'Entente dans les airs, et lorsque la guerre se termine, les pilotes allemands sont depuis quelque temps déjà dans l'incapacité matérielle et technique d'offrir une quelconque résistance.

## Tactiques
Les Jagdstaffeln sont des unités plus petites que leurs opposantes alliées. Un squadron du Royal Flying Corps est par exemple composé théoriquement de 18 pilotes (plus un commandant) répartis en trois flights (ou escadrilles). De cette façon, chaque flight peut patrouiller indépendamment. Les Jagdstaffeln, elle, doivent composer avec moins de pilotes et mènent des sortie au complet comprises entre cinq et neuf appareils, généralement menés par le commandant d'escadrille (Staffelführer), sauf circonstances exceptionnelles. Également, les pilotes de chasse allemands sont sur la défensive pendant presque toute la durée de la guerre, ne volant quasiment qu'au-dessus de leur propre territoire. Contrairement aux Alliés, ils ne mènent donc pas de patrouilles offensives en territoire ennemi. Plutôt que de chercher longuement l'opposition, les Jastas préfèrent attendre que les avions alliés soient signalés lors de leur traversée des lignes de front, ou qu'ils soient directement repérés depuis l'aérodrome (la plupart sont équipés de puissantes jumelles sur trépied destinées à observer constamment le ciel). Quel que soit le cas de figure, les pilotes peuvent alors décoller et intercepter la formation ennemie.
En raison de ce fonctionnement, les pilotes allemands peuvent « choisir » leurs combats, par exemple en attaquant des avions ennemis sur le chemin du retour vers leur base, et donc ayant déjà consommé l'essentiel de leurs munitions et de leur carburant. De manière générale, le Staffelführer lance l'attaque en premier, protégé par le reste de ses hommes pour pouvoir se concentrer uniquement sur sa cible. Une fois le combat engagé après cet assaut initial, chaque pilote est livré à lui-même.
Cette pratique de laisser le commandant d'escadrille attaquer en premier est reprise telle quelle des Kampfeinsitzer Kommando qui précèdent les Jagdstaffeln. De cette façon, un petit nombre de pilotes accumulent les victoires et les honneurs, mais aussi l'expérience. La plupart des Jagdstaffeln disposent ainsi dans leurs rangs d'une ou deux « stars » (selon l'expression de Norman Franks), supportées par le reste des pilotes, qui ne remportent des victoires que très occasionnellement. Cette tactique produit de bons résultats, puisque les « stars » développent une réelle expertise dans leur domaine, en jouissant d'une relative sécurité.
Quelques unités semblent toutefois avoir rompu ce schéma, comme la Jagdstaffel 11 de Manfred von Richthofen. Sous l'impulsion de ce dernier, un nombre important de ses pilotes remportent beaucoup de victoires en avril 1917 (un mois particulièrement sanglant pour les pilotes alliés).

## Identification
Les avions allemands fabriqués pendant la Première Guerre mondiale sortent d'usine avec une finition standardisée à l'échelle du constructeur. En 1916, le vernis transparent sur les surfaces en tissu et en bois est remplacé par la plupart des fabricants par divers motifs de camouflage. Les pilotes allemands, plus que tous les autres pendant la guerre, profitent alors de ces surfaces neutres pour faire de leurs avions des espaces d'expression personnelles et artistiques. La mode est d'abord lancée par Manfred von Richthofen, qui repeint son appareil en rouge lorsqu'il prend le commandement de la Jasta 11, avant d'être suivi par ses pilotes, qui peignent chacun au moins une partie de leur appareil en rouge. Cette pratique se répand à tel point qu'à la fin de la guerre, rares sont les chasseurs ayant encore leur finition d'usine. Les Jastas adoptent souvent une identité visuelle via la couleur générale des appareils (la Jasta 18 est ainsi identifiable par les nez rouges de ses avions), tandis que chaque pilote adopte en plus un signe distinctif, qui peut être lié à sa personnalité, ou à son passé. Rudolf Berthold arbore par exemple une épée ailée, tandis que Georg von Hantelmann orne son appareil d'une tête de mort, pour signaler son appartenance au 17e régiment de hussards brunswickois au début de sa carrière militaire.

Le florilège de couleur des avions allemand présente cependant une utilité militaire au delà de l'esthétique, puisque les pilotes des deux camps peuvent facilement se reconnaître lors du chaos des combats aériens. En effet, les appareils alliés sont souvent bien moins colorés. Les marquages allemands permettent également aux pilotes de savoir précisément dans le feu de l'action qui a abattu un ennemi (ou qui a été abattu par cet ennemi).

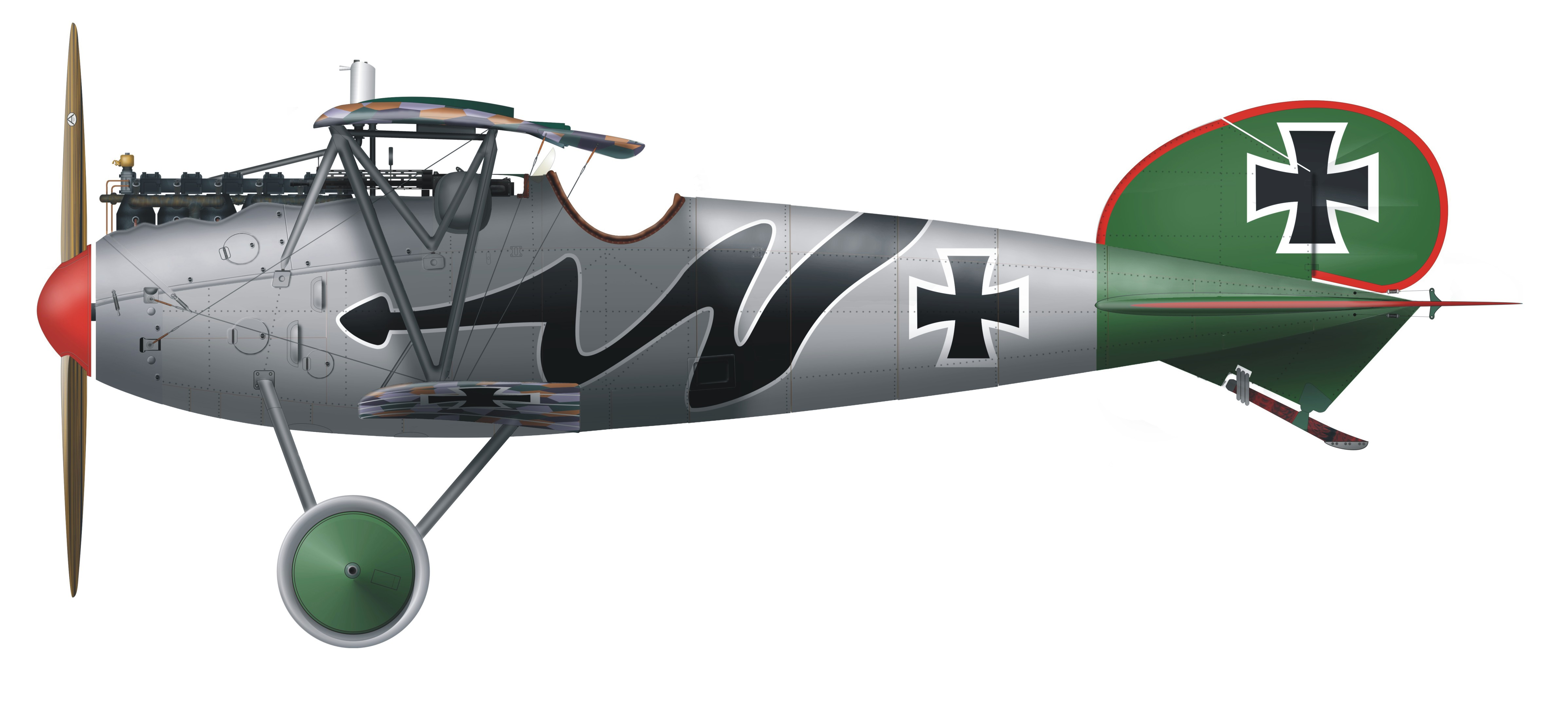
Albatros D.Va, Hans von Hippel, Jasta 5
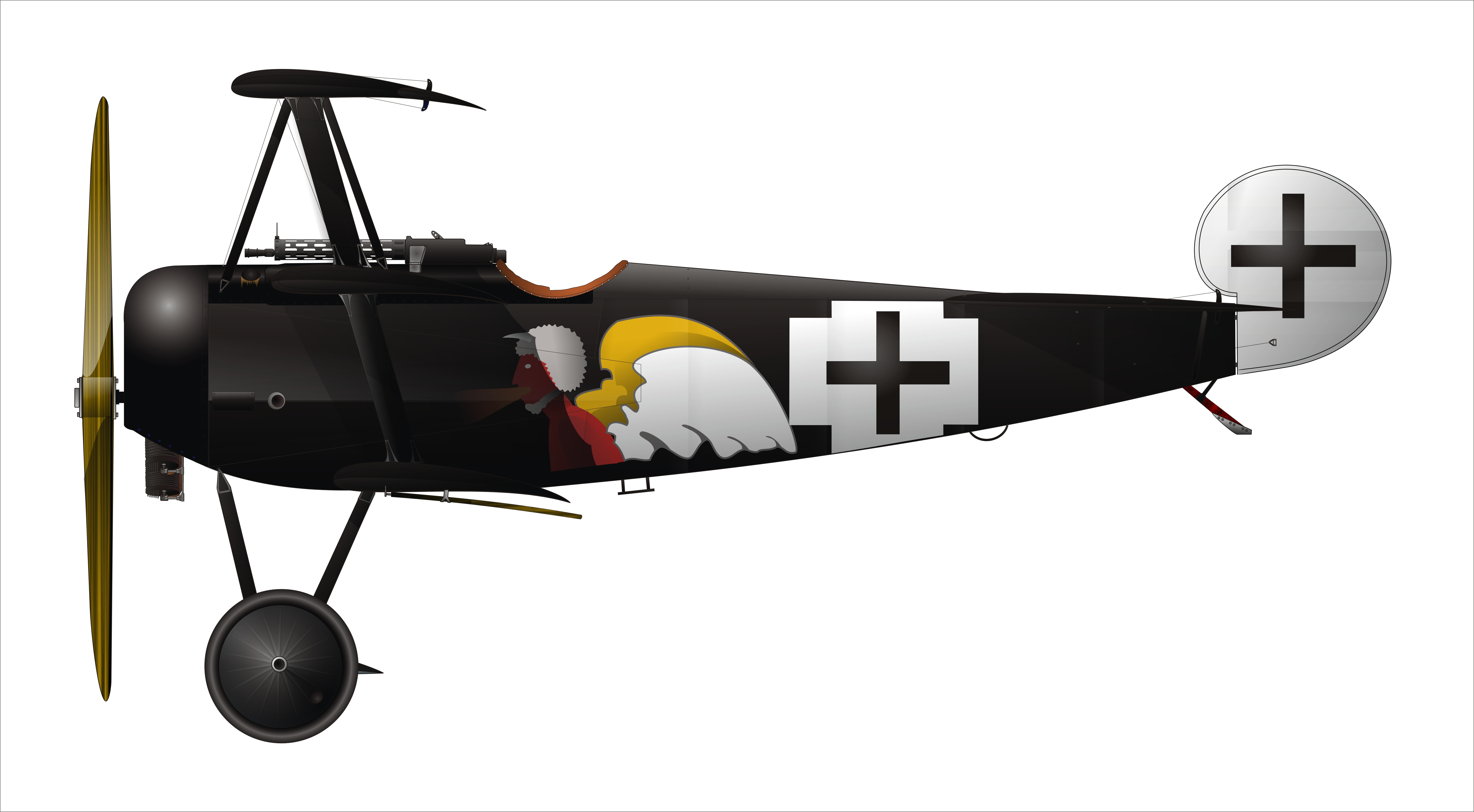
Fokker Dr.I, Josef Jacobs, Jasta 7
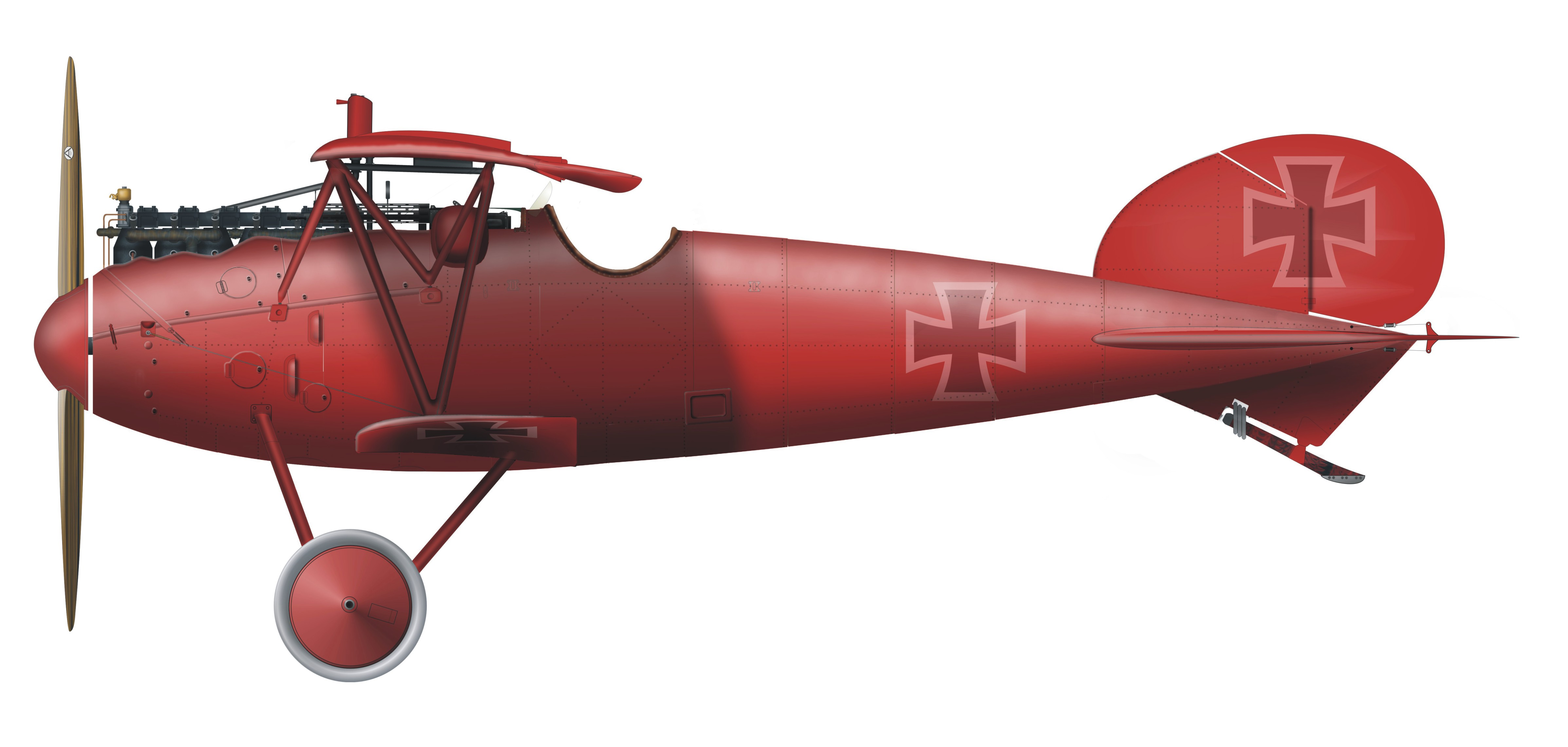
Albatros D.V, Manfred von Richthofen, Jasta 11
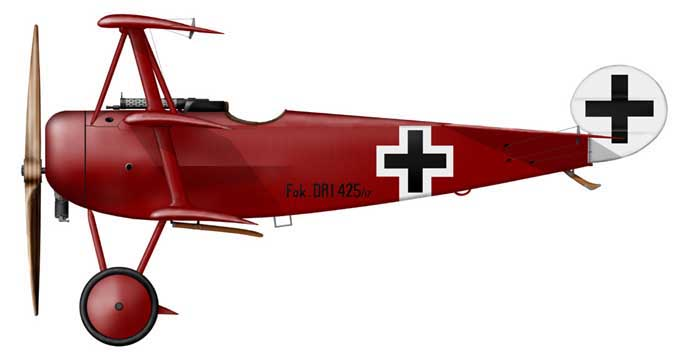
Fokker Dr.I, Manfred von Richthofen
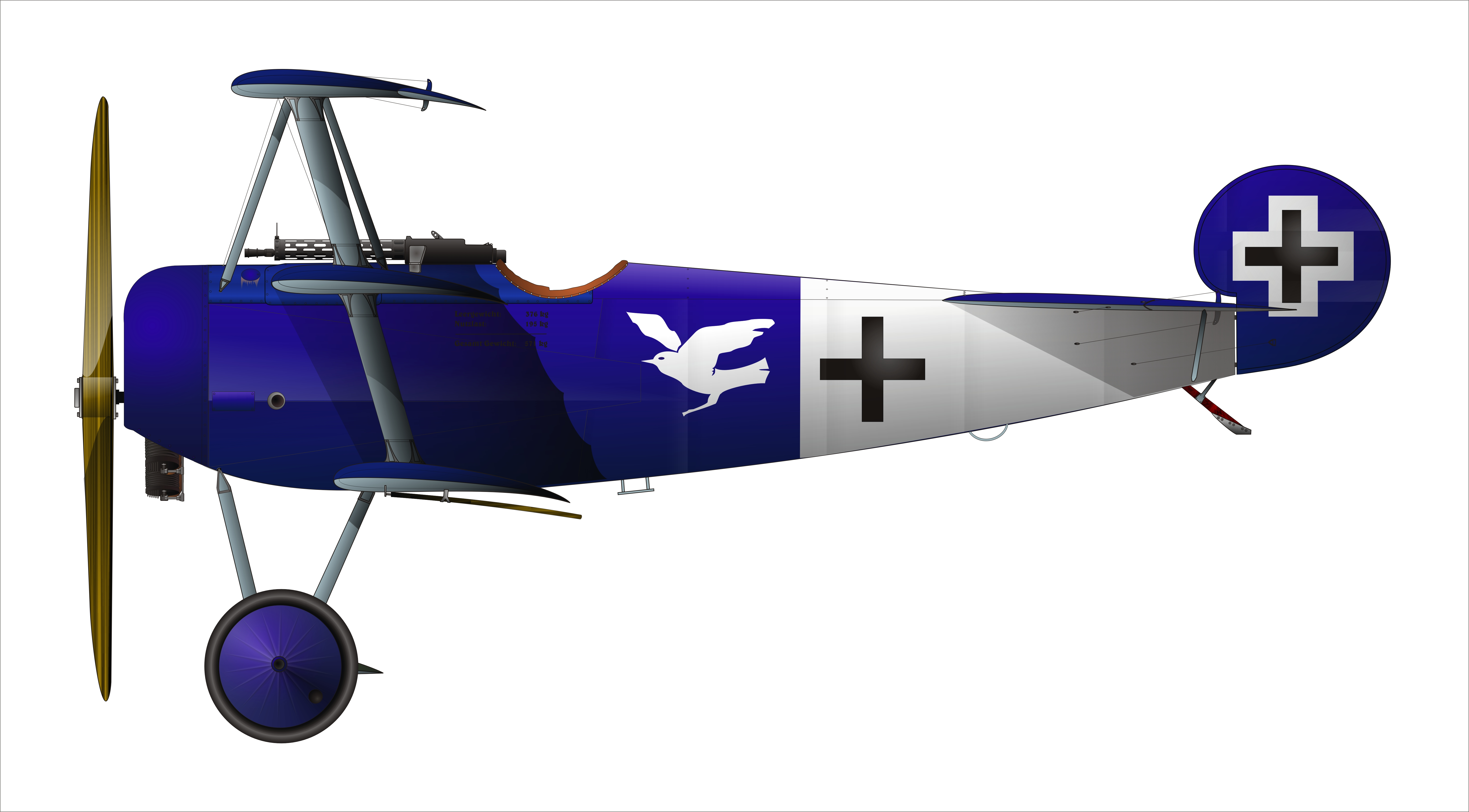
Fokker Dr.I, August Raben, Jasta 15
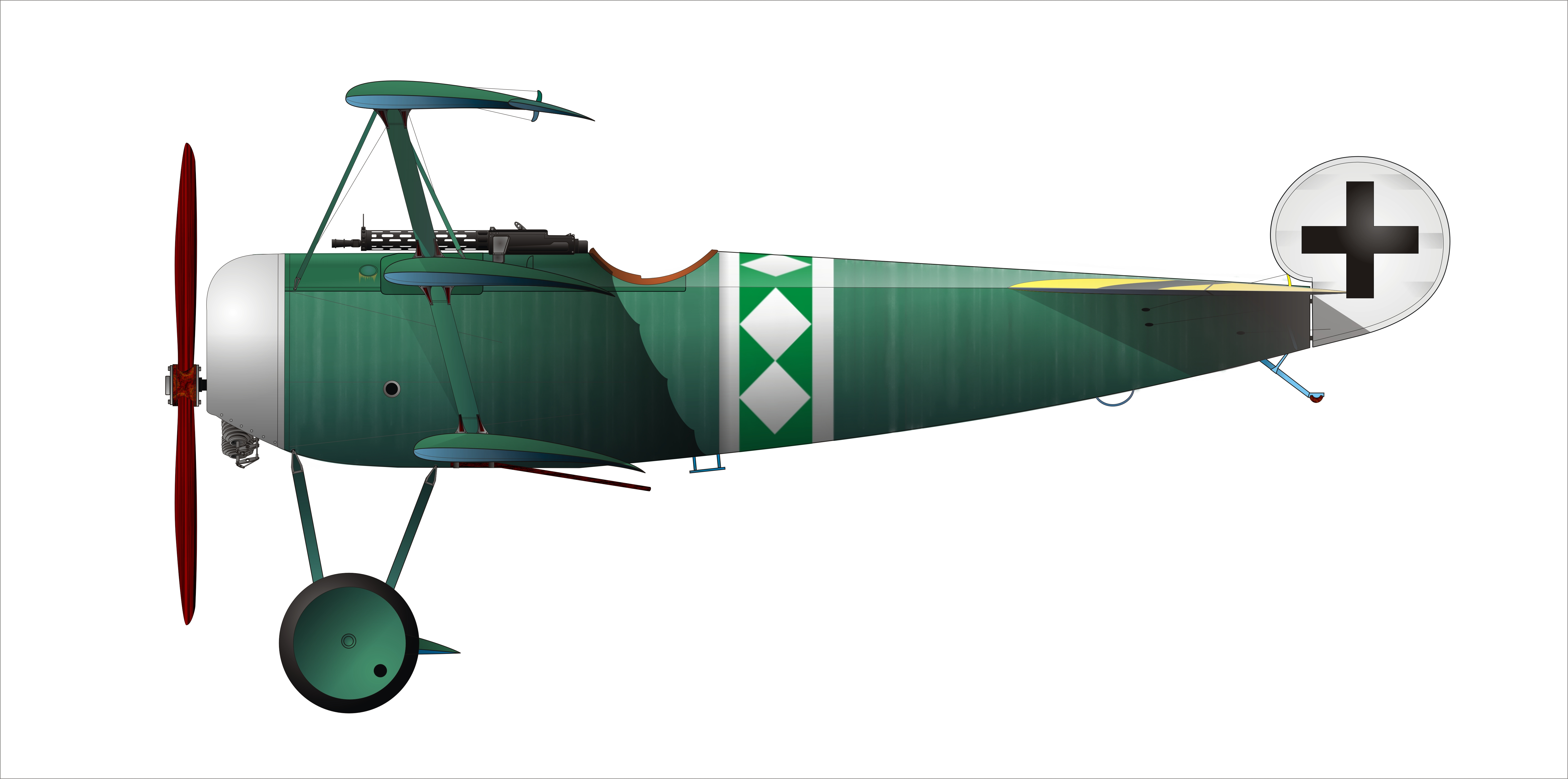
Fokker Dr.I, Hans Martin Pippart, Jasta 19
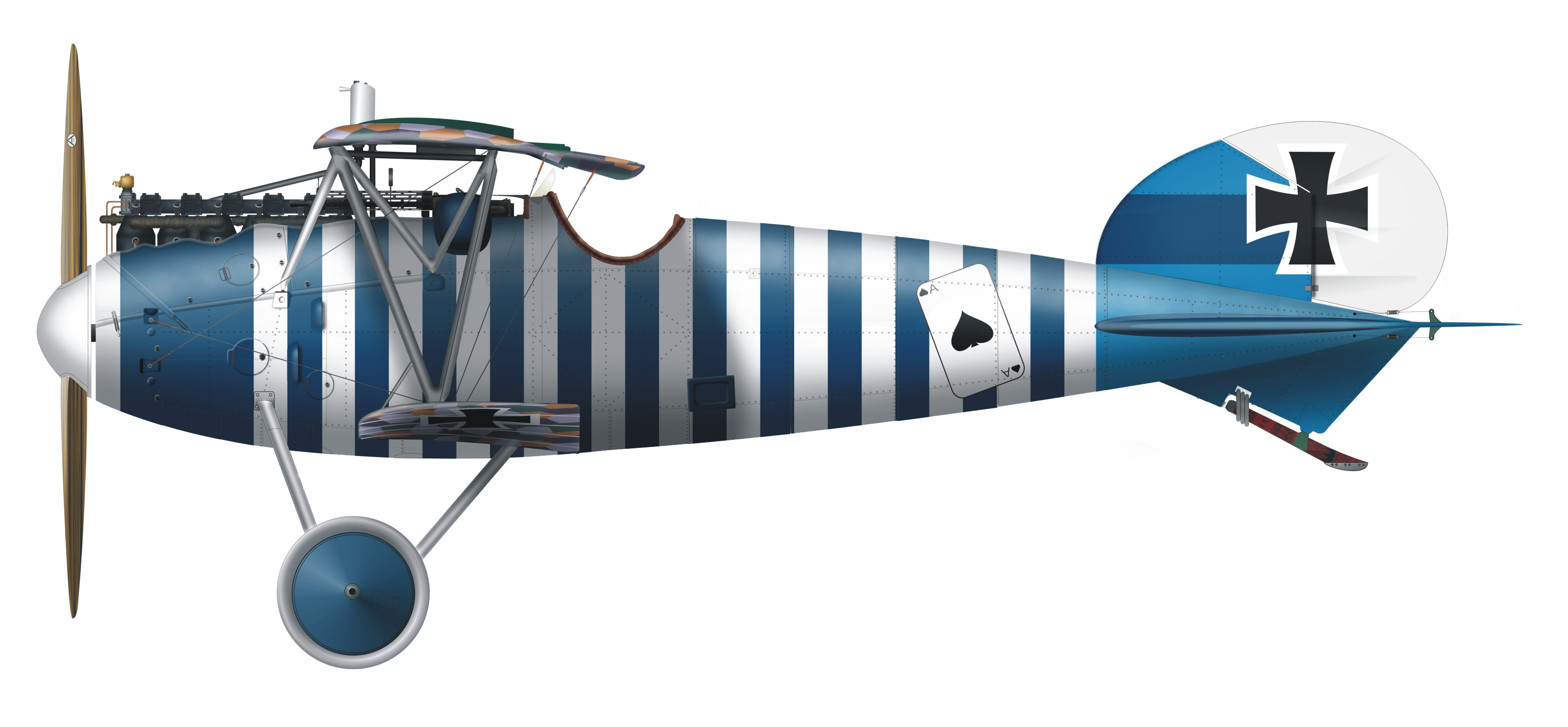
Albatros D.Va, Hans Böhning, Jasta 79